# ابوالعباس‌آباد
عباس‌آباد ، روستایی از توابع بخش مرکزی شهرستان کاشان در استان اصفهان ایران است، منطقه عباس آباد از شمال منتهی به شهرک صنعتی راوند و از شرق منتهی به شهرک ناجی آباد و از غرب به منطقه کوهستانی سیاه کوه همچنین از جنوب به مصلای نماز جمعه شهرستان کاشان می‌رسد از مکان های قابل توجه این منطقه به دانشگاه علامه فیض کاشانی میتوان اشاره کرد.

## جمعیت
این روستا در دهستان کوهپایه قرار دارد و براساس سرشماری مرکز آمار ایران در سال ۱۳۸۵، جمعیت آن ۱۶ نفر (۶خانوار) بوده‌است.